# Maison Fumetti
Maison Fumetti est un lieu consacré à la bande dessinée et aux arts graphiques qui a ouvert ses portes en septembre 2016 dans le même bâtiment que la bibliothèque municipale de la Manufacture à Nantes.
Organisé en association, Maison Fumetti organise des expositions, des conférences, des cours et ateliers publics. Maison Fumetti est l'organisatrice du Festival Fumetti, consacré à la bande dessinée et à la micro-édition.
Maison Fumetti accueille également un atelier, et organise des résidences d'artistes.